# 王海山 (1911年)
王海山（1911年—1990年8月22日），又名王家述，男，湖北汉阳人，中华人民共和国军事人物、政治人物，曾任湖北省人大常委会副主任。